# Nepal Sambat
Il Nepal Sambat (नेपाल संवत् - nepāla saṃvat) è il calendario utilizzato dall'etnia nepalese dei Newa, stanziati perlopiù nella valle di Kathmandu. Spesso è abbreviato come N.S..
È un calendario lunisolare che risulta in ritardo di 879 o 878 anni circa rispetto al calendario gregoriano. L'anno 2000 d.C., per esempio, equivaleva all'anno 1120/1121 N.S..

## Storia
Secondo la tradizione, questo calendario fu inventato da Samkhadhar Shakhwa ed entrò in vigore per decreto del re Raghava Deva il 20 ottobre 879.
Fu il calendario ufficiale durante le epoche Thakuri (IX-XIII sec. circa), Malla (XIV-XVIII sec. circa) e Shah fino al 1903, quando fu adottato il Bikram Sambat ad opera del Primo ministro Chandra Shamsher Rana.

## Struttura
L'anno conta 354 giorni, ed inizia solitamente alla fine del mese di ottobre o all'inizio di novembre del calendario gregoriano. I mesi sono dodici, ma essendo questo un calendario lunisolare puro, si aggiunge un tredicesimo mese ogni tre anni per compensare il ritardo rispetto all'anno solare.
La prima metà di un mese, dalla luna nuova alla luna piena, prende il suffisso Tho (es.: Kachala Tho); l'altra metà prende il suffisso Ga (es.: Kachala Ga).

### Mesi
| Numero mese | Nome newari   | corrispondenza calendario gregoriano |
| ----------- | ------------- | ------------------------------------ |
| 1           | Kachalā - कछला | Ottobre - Novembre                   |
| 2           | Thiṁlā - थिंला   | Novembre - Dicembre                  |
| 3           | Pohelā - प्वँहेला | Dicembre - Gennaio                   |
| 4           | Sillā - सिल्ला   | Gennaio - Febbraio                   |
| 5           | Cillā - चिल्ला   | Febbraio - Marzo                     |
| 6           | Caulā - चौला    | Marzo - Aprile                       |
| 7           | Bachalā - बछला | Aprile - Maggio                      |
| 8           | Tachalā - तछला | Maggio - Giugno                      |
| 9           | Dillā - दिल्ला   | Giugno - Luglio                      |
| 10          | Guṁlā - गुंला    | Luglio - Agosto                      |
| 11          | Ñalā - यंला     | Agosto - Settembre                   |
| 12          | Kaulā - कौला    | Settembre - Ottobre                  |